# Ruisseau de la Brasserie
Le ruisseau de la Brasserie (nom original en anglais : Brewery Creek) est un petit ruisseau qui forme les rives nord et ouest de l' île de Hull. Il fait le tour du centre-ville du secteur Hull dans la ville de Gatineau. Il se jette dans la rivière des Outaouais, juste à l'ouest du centre-ville de Hull. Courant à l'ouest de la rue Montcalm, il tourne vers l'est au nord de la route, jusqu'au parc Jacques-Cartier où il rejoint la rivière des Outaouais. Dans les années 1980, le quartier a été rénové par la Commission de la capitale nationale. Les anciens ouvrages hydrauliques d'une petite île du ruisseau sont devenus le Théâtre de l'Île et le pont de la rue Montcalm a été remplacé par le pont orné de la tour Eiffel. Sa pollution supprimée, il est devenu un lieu apprécié des ornithologues amateurs. Depuis quelques années, durant l'hiver, le ruisseau est converti en une gigantesque patinoire où les gens peuvent patiner ou jouer au hockey.

## Histoire
Peu après la fondation de Wright's Town par Philemon Wright en 1800, une grande brasserie a été construite et a commencé ses activités en 1813 sur les rives de ce ruisseau. Elle était située à l'angle sud-est de la ferme Columbia, elle-même défrichée en 1811 et achevée en 1823. La Columbia Farm fut d'abord gérée par Philemon Jr. puis, en 1823, par Thomas Brigham, qui avait épousé Abigail, la fille de Philemon. La ferme fut léguée à Thomas et Abigail en 1839, à la mort de Philemon.
La brasserie était la deuxième brasserie majeure (en activité pour longtemps) du Bas-Canada, la première ayant été construite par John Molson à Montréal - Molson était un ami et un associé et Philemon fut le premier à avoir vendu du houblon à John Molson en 1796.
En 1822, la brasserie Wright devient également une distillerie de rhum. En 1828, deux distilleries et une brasserie étaient exploitées dans le canton de Hull et une autre distillerie se trouvait de l'autre côté de la rivière Gatineau, à la ferme Gatenoe Falls de Tiberius Wright, dans le canton de Templeton.
Le ruisseau a porté plus d'un nom au cours de son histoire, étant appelé Brewery Creek, Brigham Creek et ruisseau de la Brasserie.